# Thai-öböl
A Thai-öböl (vagy Sziámi-öböl) a Dél-kínai-tengerrel szomszédos öböl, amelyet Kambodzsa, Thaiföld és Vietnám partjai vesznek körül. Az Indokínai-félsziget területébe ékelődik be.
Területe mintegy 320 ezer km² (körülbelül akkora, mint Lengyelország).
Északi vége a Bangkoki-öböl, a Csaophraja folyó torkolatánál, Bangkok közelében. 
Határát a Vietnám déli részében, a Mekong torkolatától délre lévő Bai Bung-foktól a malajziai Kota Baru városig terjedő vonallal definiálják.
A legutóbbi jégkorszak csúcspontján az öböl nem létezett, helyén szárazföld terült el, amely a Csaophraja völgyéhez tartozott.